# Hinrich Romeike
Hinrich Romeike (Rendsburg, NSZK, 1963. május 26. –) német sportoló, lovaglásban kétszeres olimpiai bajnok.
Eredeti szakmája fogorvos, a lovaglást hobbiként kezdte el űzni és amatőr státuszát mindmáig megtartotta. Ennek ellenére számos sikert ért el a lovassportok körében, melyekben hazája egyik legeredményesebb sportolója lett. A 2004-es athéni olimpián lovastusában ötödik lett. 2005-ben tagja volt az Európa-bajnokságon bronzérmet elérő német csapatnak. 2006-ban, szintén lovastusában szerzett egyéni világbajnoki címet. A 2008. évi nyári olimpiai játékokon egyéni lovastusában aranyérmes, de Ingrid Klimke, Frank Ostholt, Andreas Dibowski és Peter Thomsen társaként a csapatversenyében is olimpiai bajnoki címet szerzett.
Hinrich Romeike nős, három gyermek édesapja. Családjával szülőhelyén, a németországi Rendsburgban él.

## Fordítás
- Ez a szócikk részben vagy egészben a Hinrich Romeike című német Wikipédia-szócikk ezen változatának fordításán alapul.  Az eredeti cikk szerkesztőit annak laptörténete sorolja fel. Ez a jelzés csupán a megfogalmazás eredetét és a szerzői jogokat jelzi, nem szolgál a cikkben szereplő információk forrásmegjelöléseként.